# Nika Arih
Nika Arih, slovenska badmintonistka, *19. oktober 1998.
Nika je na Evropskem mladinskem prvenstvu leta 2017 v mešanih dvojicah osvojila bronasto medaljo.